# Dave Keuning
David Brent Keuning (născut pe 28 martie 1976, în Iowa, SUA) este chitaristul trupei americane de rock alternativ The Killers.

## Copilăria și adolescența
Dave Keuning s-a născut și a crescut în Iowa, unde a urmat liceul Pella Community. În adolescență, a devenit un mare fan U2, albumele sale preferate fiind The Unforgettable Fire și Achtung Baby. Ulterior, a început să cânte la chitară în trupa de jazz a liceului, și apoi a devenit membrul unei trupe creștină de rock numite „Pickle”, cu care a cântat din 1993 până în 1997.
Keuning a urmat colegiul Kirkwood Community și Universitatea din Iowa, dar până la urmă a renunțat, și s-a mutat la Las Vegas în anul 2000, unul dintre motivele pentru care a făcut acest pas fiind că își dorea să fie la curent cu noile apariții pe piața muzicală. Prima sa slujbă a fost la un magazin de pantofi, dar a fost dat afară, și a folosit timpul liber rămas pentru a compune muzică. „O binecuvântare deghizată”, după propria sa exprimare.

## Cariera
Keuning a găsit în cele din urmă de lucru la magazinul Banana Republic, în hotelul-casino „The Venetian” Hotel Casino din Vegas, dar adevăratul său vis era acela de a cânta într-o trupă rock. Prin urmare, el a publicat un anunț în ziarul local, anunț semnat „Tavian Go”. El își dorea să se alăture sau să înființeze o formație influențată de The Beatles, Beck, Oasis, Smashing Pumpkins și U2. Inițial, în anunțuri Keuning trecuse și numele trupei The Cure, dar l-a scos din cauză că primea răspunsuri de la tot felul de oameni pe care el îi considera stranii. „Îmi plac The Cure”, avea el să spună mai târziu, „dar nu mănânc lilieci.”
Au existat câteva luni în care nu a sosit niciun răspuns, și Keuning a început să își piardă speranța. Însă chiar înainte să renunțe de tot la planurile sale, a primit un telefon de la viitorul coleg de trupă, Brandon Flowers, despre care Keuning avea să spună mai târziu: „A fost singurul individ care a răspuns anunțului meu și care nu era un ciudat”. La acea vreme, Keuning deja scrisese câteva versuri din ceea ce avea să fie mai târziu „Mr. Brightside”, și, după ce s-a întâlnit cu Flowers, l-a terminat în întregime: „A venit cu claviatura și am început să trecem în revistă idei pentru cântece imediat. Aveam versurile de la „Mr. Brightside” și el a scris refrenul. Acela a fost primul cântec pe care l-am scris împreună și rămâne singurul cântec pe care l-am cântat la fiecare concert The Killers”.
Mai târziu, în august 2002, Keuning și Flowers i-au recrutat pe Ronnie Vannucci Jr. și Mark Stoermer, definitivând astfel componența trupei. În această formulă, The Killers au scos trei albume de studio, o compilație și șaisprezece single-uri.